# Buenavista (Marinduque)
Buenavista é um município de  quarta classe de renda municipal (d) na província Marinduque, nas Filipinas. De acordo com o censo de 1 de maio  de  2020 possui uma população de 26 043 pessoas e 6 258 domicílios.